# Bahnwasserturm Fürstenhagen

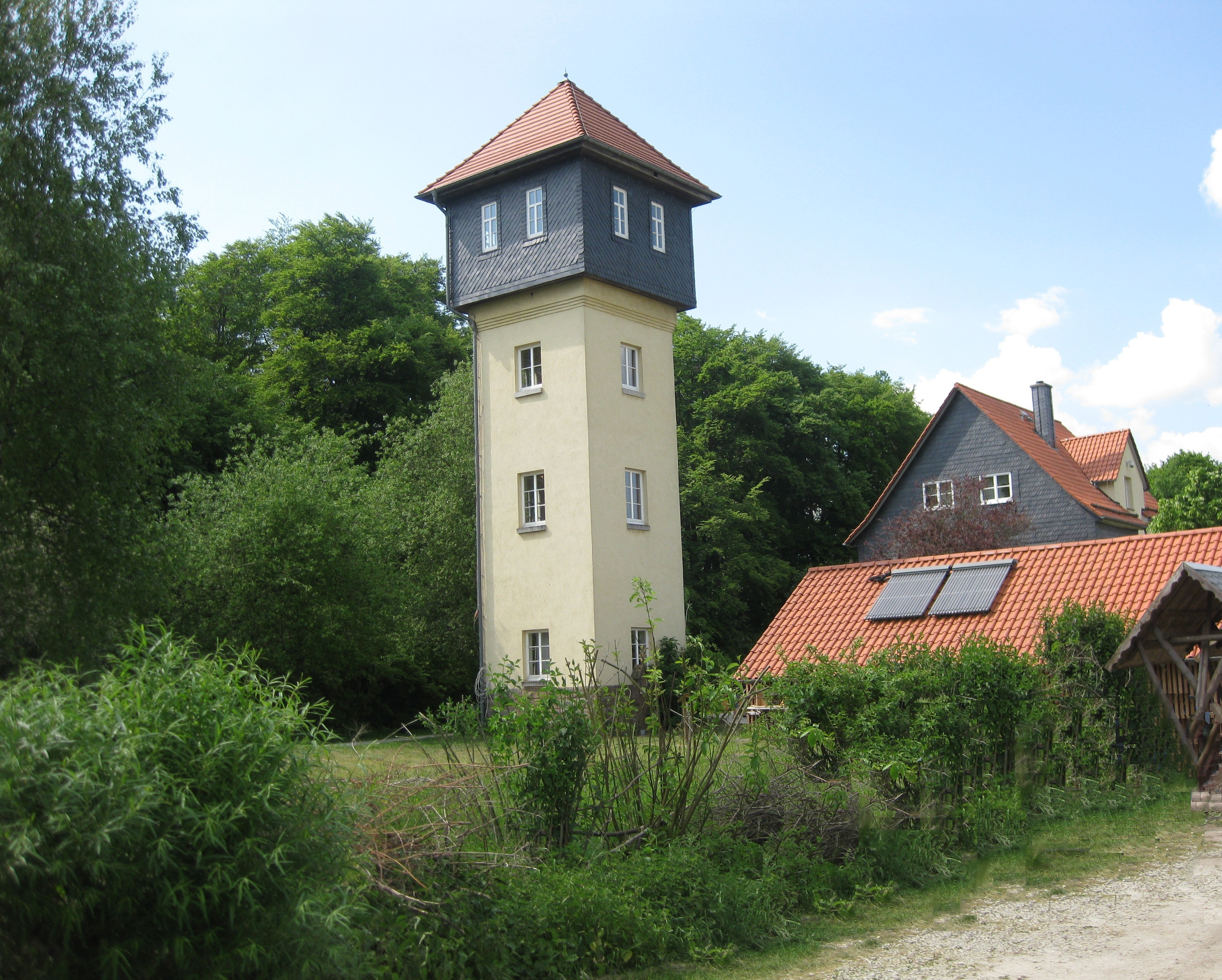
Bahnwasserturm Fürstenhagen

Der ehemalige Bahnwasserturm Fürstenhagen befindet sich in Fürstenhagen, welches zum Ortsteil Lutter der Landgemeinde Uder gehört. Der Bahnhof befand sich am höchsten Punkt der am 1. Oktober 1914 eröffneten Bahnstrecke Heiligenstadt–Schwebda, deren starke Steigungen mittels Zahnstangenabschnitten überwunden werden mussten. Die steile Streckenführung erhöhte den Dampfverbrauch der Lokomotiven, so dass deren Wasserbetankung im Bahnhof Fürstenhagen sichergestellt werden musste. Am 20. Januar 1916 wurden ein Wasserkran und der 19 Meter hohe Wasserturm eingeweiht, dessen Wasserbehälter 25 Kubikmeter fasste. Teile der Strecke wurden Ende des Zweiten Weltkriegs durch die Wehrmacht zerstört und nicht wieder aufgebaut, der Wasserturm dem Verfall preisgegeben. 1991 wurde der Bahnhof vom Land Thüringen gekauft, der Turm 1995 unter Denkmalschutz gestellt. Anschließend wurde er saniert und am 18. September 1996 als Informationszentrum „Alter Wasserturm“ des Naturparks Eichsfeld-Hainich-Werratal eröffnet. Im Infozentrum wird auf vier Etagen die Landschaften der Region und das Konzept des Naturparks vorgestellt.